# صفيراء صفراء السداة
صفيراء صفراء السداة (الاسم العلمي:Sophora xanthoantha) هي نوع من النباتات يتبع جنس الصفيراء من الفصيلة البقولية.